# Landtag della Carinzia
Il Landtag della Carinzia (in lingua tedesca: Kärntner Landtag) è l'assemblea legislativa monocamerale dello stato federato austriaco della Carinzia. La sede del parlamento è il Landhaus.